# Deštění

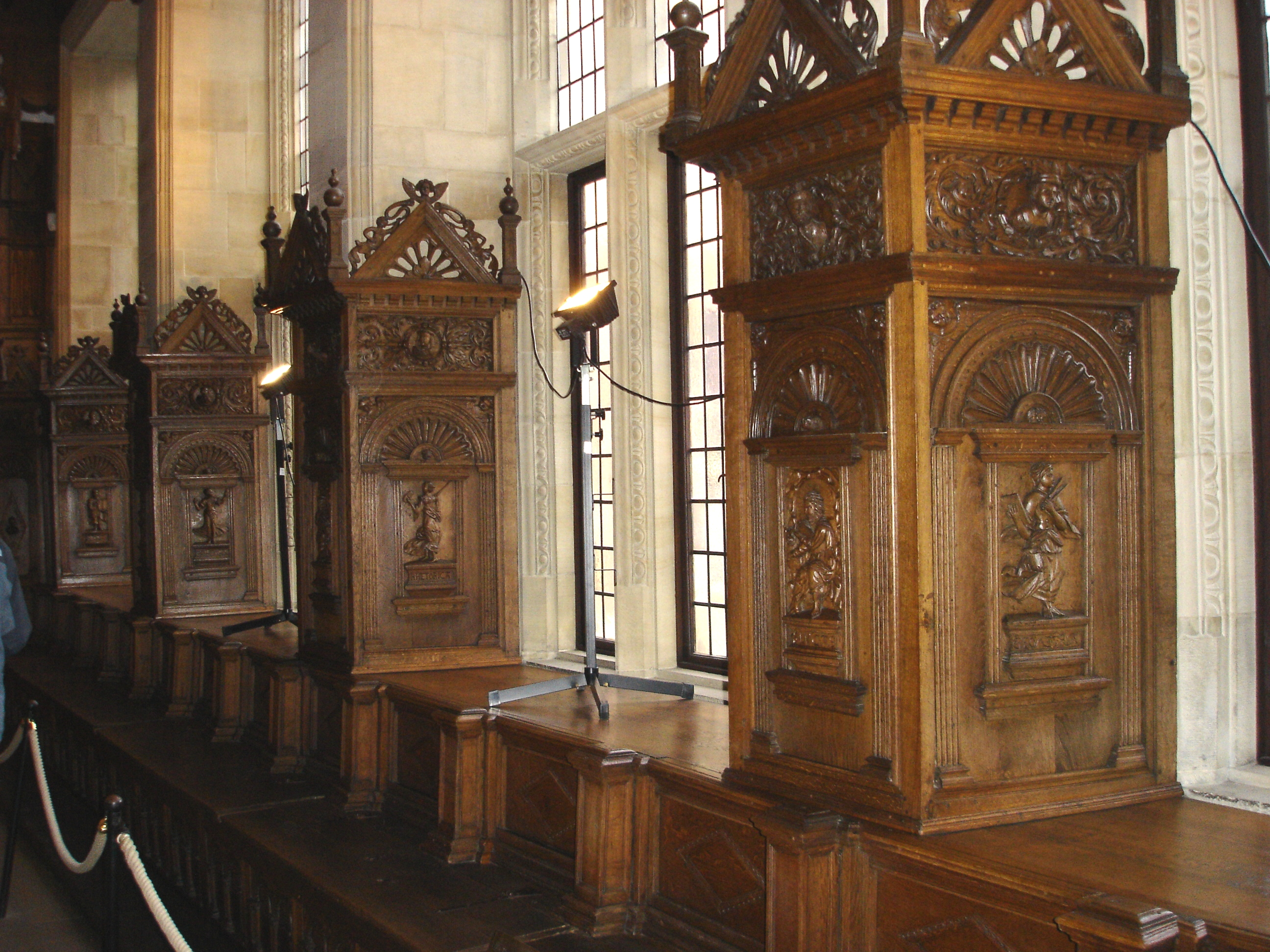
Deštění na zdi historické radnice v německém Münsteru

Deštění (též táflování) označuje obkládání stropů, stěn či soklů pomocí dřevěných tabulí, desek, destiček či polí, které bývají spojovány na polodrážku na lišty v omítce či zdivu. Jeho vznik se datuje do konce 15. století, největší popularitě se pak těšilo o něco později, v období 17. a 18. století. Často bývá bohatě vyzdoben řezbami či intarziemi. Dřevěné desky mohou být nově zhotovené či staré, které byly převezeny odjinud. Provádí se za účelem tepelné izolace či zlepšení vzhledu. Obkládat se mohou rovněž parapety, špalety či hrubé tesařské konstrukce.
Takto obložená komnata se dochovala v Císařském paláci hradu Karlštejn, pozůstatky po táflování v podobě lišt ve zdivu se zachovaly ve zřícenině hradu Helfenburk u Bavorova.